# Order Franciszka Józefa
Cesarski Austriacki Order Franciszka Józefa (niem. Kaiserlich-Österreichischer Franz Joseph-Orden) – odznaczenie Cesarstwa Austriackiego za zasługi cywilne i wojenne, nadawane od 1849 do 1918.

## Historia

Herb cesarza Franciszka Józefa z dewizą "Viribus unitis"

Order został ustanowiony 2 grudnia 1849 przez dziewiętnastoletniego wówczas cesarza Austrii i króla Węgier Franciszka Józefa I w pierwszą rocznicę objęcia przez niego tronu i posiadał demokratyczny charakter odznaczenia za ogólne zasługi dla państwa niezależnie od pochodzenia, religii i pozycji społecznej.
Początkowo trójklasowy, otrzymał później pięć klas według znanego schematu Legii Honorowej, od Krzyża Wielkiego (Großkreuz), poprzez Komandora (Komtur), do Kawalera (Ritter). Dodatkowe klasy dodane zostały dopiero poprzez zmianę statutów: w 1869 utworzono Komandora z Gwiazdą (Komtur mit Stern), a w 1901 – Oficera (Officer). W 1869 dodano też kategorię wojenną (Kriegsdekoration, skrót K.-D.).

## Insygnia
Insygnia orderu to oznaka i gwiazda dla I i II klasy. Oznaką był wąski krzyż typu kawalerskiego, emaliowany na czerwono ze złotym obramowaniem. Medalion awersu, emaliowany na biało, zawierał w środku złoty monogram założyciela "FJ". Medalion rewersu ukazywał datę "1849". Krzyż orderowy położony był na złotym dwugłowym, podwójnie ukoronowanym, częściowo emaliowanym na czarno orle monarchii habsburskiej, noszącym w dziobach złoty łańcuch, na dolnej części którego widniała dewiza panowania Franciszka Józefa, "Viribus unitis" ("Zjednoczonymi siłami"). Zawieszką była złota korona domowa Habsburgów, tzw. "korona rudolfińska".
Dekoracje wojenne występują albo jako skrzyżowane złote lub (przy niższym stopniu odznaczenia) srebrne miecze pod koroną zawieszki, lub, przy powtórnym nadaniu, jako wieniec laurowy naokoło medalionu.
Gwiazda I i II klasy (I klasa – 97 mm, II klasa – 80 mm) była srebrna, ośmiopromienna, i nosiła na sobie oznakę orderu.
Order był noszony na wstędze koloru czerwonego, dekoracje wojenne na tej samej wstędze co Krzyż Zasługi Wojskowej, białej z czerwonymi bordiurami oraz drobnymi czerwonymi paskami na białym polu.
| Baretki Orderu Franciszka Józefa | Baretki Orderu Franciszka Józefa | Baretki Orderu Franciszka Józefa | Baretki Orderu Franciszka Józefa | Baretki Orderu Franciszka Józefa | Baretki Orderu Franciszka Józefa |
| klasa                            | Krzyż Wielki                     | Komandor z Gwiazdą               | Komandor                         | Oficer                           | Kawaler                          |
| -------------------------------- | -------------------------------- | -------------------------------- | -------------------------------- | -------------------------------- | -------------------------------- |
| wstążka czasu pokoju             |                                  |                                  |                                  |                                  |                                  |
| wstążka wojenna                  |                                  |                                  |                                  |                                  |                                  |